# 마리나 골바하리
마리나 골바하리(Marina Golbahari, 1989년 3월 10일 ~ )는 아프가니스탄의 배우, 영화배우이다.
카불에서 태어났다.

## 영화
- 미나 워킹 (2015년)
- 아편 전쟁 (2008년)
- 졸릭하의 비밀 (2006년)
- 희생 (2003년)
- 천상의 소녀 (2003년) - 오사마 역